# 聖公會諸聖中學
聖公會諸聖中學（英語：SKH All Saints' Middle School），簡稱諸聖中學（英語：All Saints' Middle School），是香港聖公會創建的一所中學，校址位於香港九龍旺角白布街11號。現任校長是許華英，是在諸聖中學由副校長升任為署任校長。
聖公會諸聖中學與一座香港聖公會教堂毗鄰，該教堂原名為聖公會諸聖堂，2010年升格為諸聖座堂，為西九龍教區座堂。該校在2000年曾被教育統籌局評為正增值中學。目前，全港僅有兩間按額津貼中學，此校亦是其中一間。當另一所同類學校滙基書院在2027年遷校並轉為直資中學後，諸聖中學將成為全港唯一的按額津貼中學。

## 校政管理
歷任校監（日校）
- 1951年至1960年：李求恩 牧師（1962年逝世）
- 1960年至1969年：鍾仁立 牧師[3][4]
- 1969年至1979年：周夢秋 牧師[5]
- 1979年至2002年：曾繼才 牧師[6]
- 2002年至2005年：植柏燊 先生
- 2005年至2010年：周榮富 牧師
- 2010年至2013年：李賜源 先生
- 2013年至今：周偉文 牧師[7]

歷任校長（夜校）
- 謝伯昌 先生[8]

歷任校長
- 1951年至1960年：李求恩 牧師[9]（1962年逝世）
- 1960年至1964年：李守慧 先生（後調任至分校；2006年逝世）
- 1964年至1965年：鍾仁立 牧師（兼任校監、校長）[10]
- 1965年至1966年：李連枝 先生[4][11]
- 1966年至1970年：曾貫穀 先生[12]
- 1970年至1985年：劉哲暉 先生（兼任夜中學校長）[5][8][13]
- 1985年至2007年：龐得餘 牧師[14]
- 2007年至2015年：溫慧儀 女士[15]
- 2015年至今：許華英 女士[16]

歷任副校長
- 溫慧儀 女士[17]
- 覃力平 女士[3][18]
- 許華英 女士[3]
- 蔡中明 先生

## 校徽

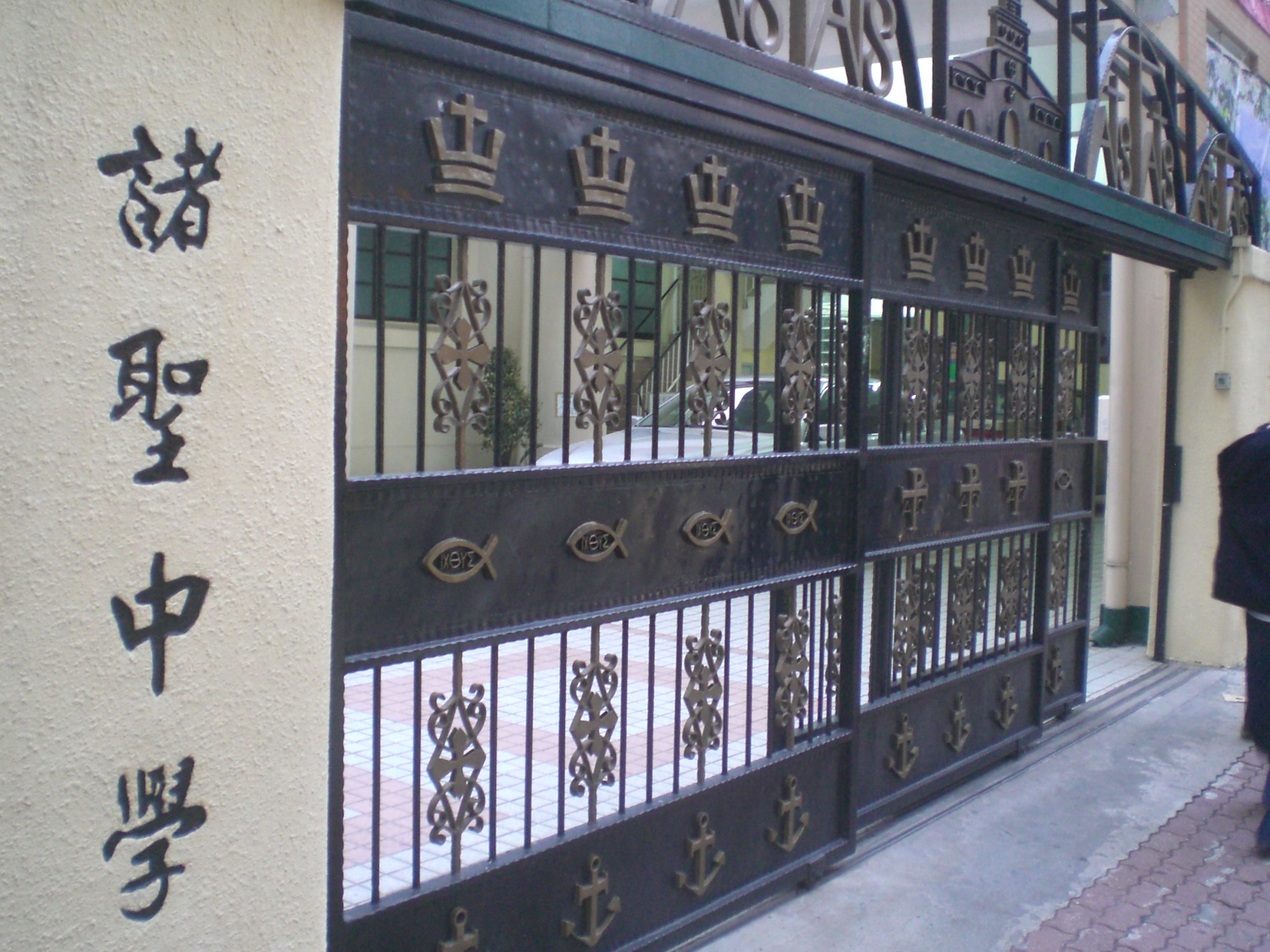
聖公會諸聖中學正門

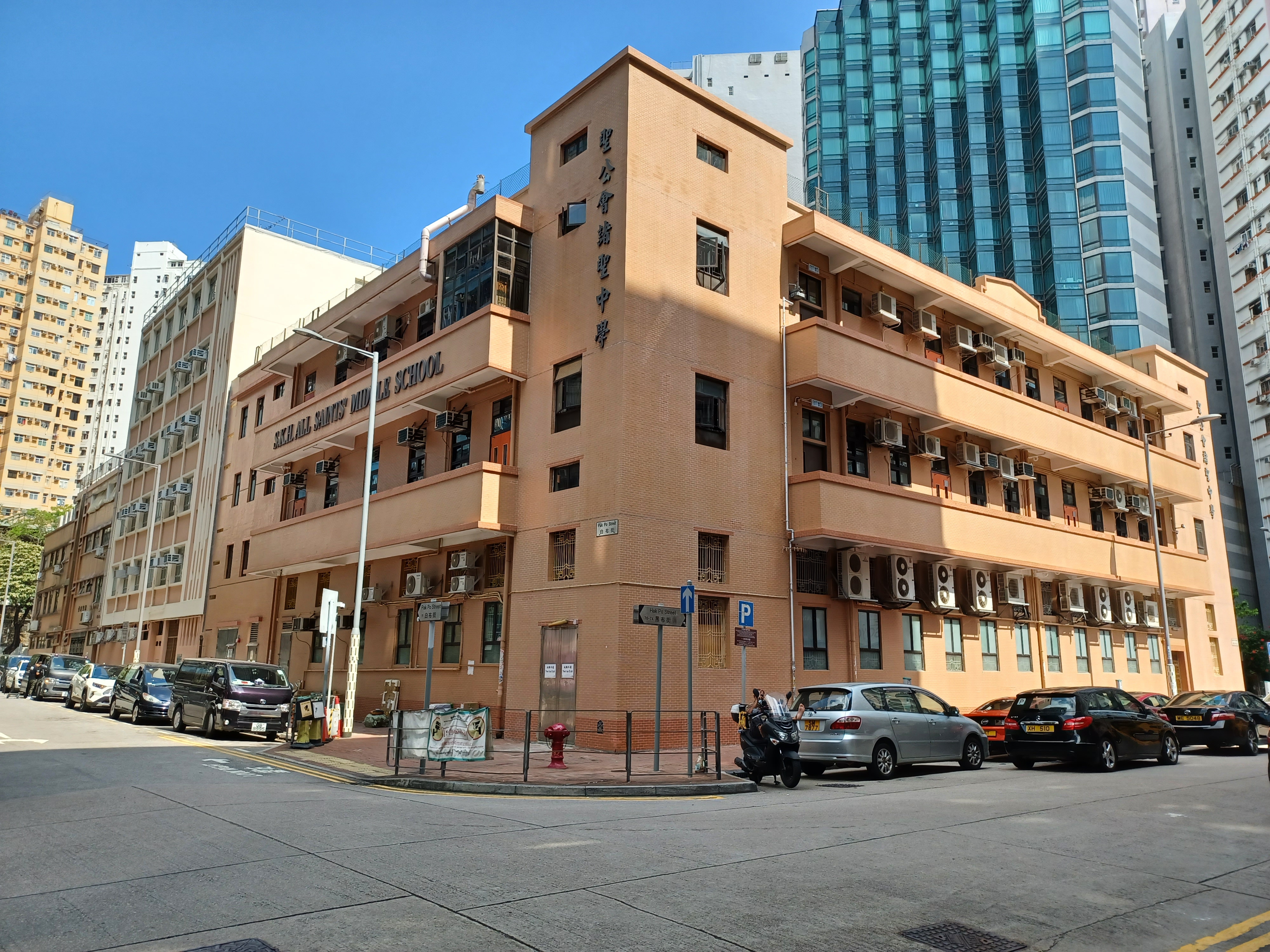
聖公會諸聖中學校舍外觀

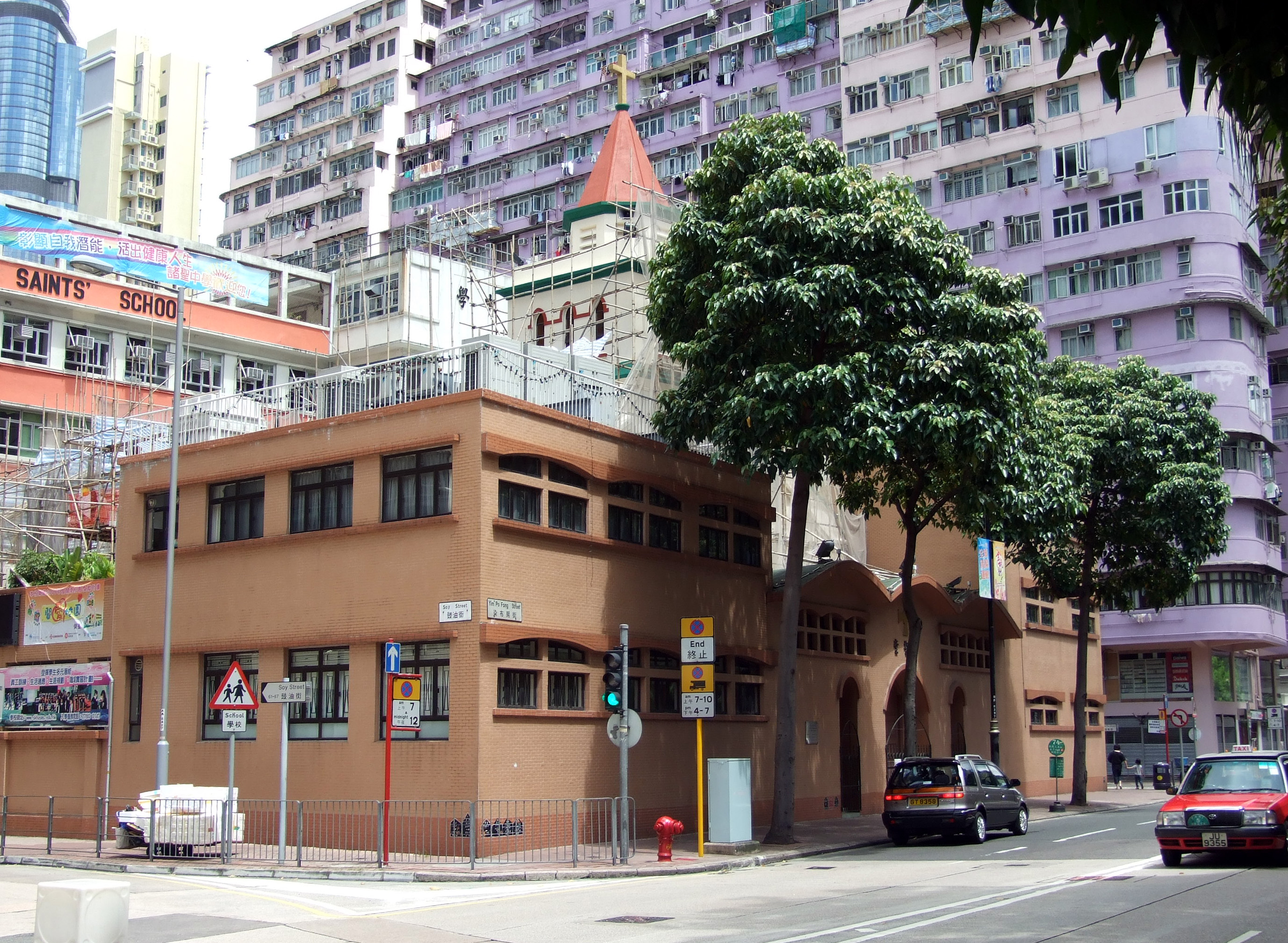
毗鄰聖公會諸聖中學旁的諸聖堂

聖公會諸聖中學的第1代校徽於1949年設計，圖案中的燈塔建在磐石上，不被風浪動搖，避過危險地照耀夜航，寓意真理照亮人前。而圖案內的6條斜線斜出向上，寓意努力向上。3個十字架則代表耶穌拯救世人。後來於1989年，該校教師蔡一山設計了現時所用的第2代校徽，圖案帶「堂校一家」之意。

## 辦學宗旨
諸聖中學本著基督精神，以「以主為基，立己立人」為校訓，培育學生德、智、體、群、美、靈六育均衡發展，因材施教，達到「優質教育，服務社群」的宗旨。

## 學校歷史
1922年，聖公會牧師曾紀岳與會督杜培義向政府申請撥出白布街地皮作為諸聖堂新址。1934年開辦聖公會諸聖小學，1951年開辦聖公會諸聖中學。幼稚園方面，按中學校刊，開設小學時已包括幼稚園，有建築史著作則指幼稚園與中學同年開設。幼稚園、小學、中學設於同一建築群，曾為一條龍式學校。
1949年諸聖堂通過籌款方式募集經費，於副堂上擴建兩層及增建一座兩層高的音樂室。工程歷時2年竣工，1951年校方開始招收學生入讀中學部，1955年增辦高中部。及後由於校舍不敷應用，校方於是在原址興建6層高新校舍（時為小學部校舍），1961年落成，並由時任教育司唐露曉主持開幕儀式。同時，諸聖中學方面亦於1961年決定在新蒲崗開辦分校，以分流部分師生，其後分校正名為李求恩紀念中學，於1964年開辦。
隨著幼稚園部與小學部分別於2002年及2010年停辦，該6層高的教學樓（高座）成為中學部的課室。此前於1989年，校方向教育署申請增建另一教學樓。工程最後於1989年結束，教學樓定名為「諸聖百年樓」，除了代表「百年樹人」之意，亦紀念諸聖堂建堂滿一百周年。樓內主要新設特別教室如演講室、實驗室等設施。

### 小學與幼稚園
1934年開辦的聖公會諸聖小學於日佔時期停辦，至1946年復課。（按中學校刊，幼稚園情況相同。）
小學在1950年代末擴建，新校舍於1961年落成使用，主要使用白布街門口出入，分上、下午校，上午校為私立，下午校為政府津貼，後者學費包括堂費為每月10元。下午校一年級有四班，每班收學生40-44人，六年級在1966-1967學年只有甲、乙兩班，甲班學生參加香港教育司署升中試（公開試），考中文，英文，算術三科，成績合格及良好的，可獲得政府辧的，津貼，補助中學學位。
1964-1965學年，由於中學部分校的永久校舍尚未建成，部分設施在下午暫借該校學生使用。
2002年幼稚園停辦，2010年停辦。

## 鄰近
- 黑布街
- 白布街
- 染布房街
- 窩打老道

## 知名教師
- 丁衍庸：著名畫家、書法家及美術教育家[23]

## 知名/傑出校友

### 中學

#### 演藝、文化界
- 古蒼梧（古兆申）（1963年中六）：香港已故作家和詩人，小三至中六就讀於該校[24][25]
- 蔡崇力：國際鋼琴演奏家[26]
- 薛家燕，MH：香港著名藝人，由幼稚園至中學均就讀於該校[3][19][22][註 1]
- 于洋（中三）：香港男演員[27]
- 梁新榮（1970年中五）：香港詩人[3]
- 羅冠蘭（1972年中五）：香港著名演員[3][28]
- 張啟樂（1995年中五）：前亞洲電視藝員，漢傳媒旗下藝人藝人，小學至中學均就讀於該校

#### 體育、傳媒界
- 石盟偉（1964年中六）：前香港男女排球隊總教練、香港「排球之父」石振達三子[3][29]
- 俞越（1994年中五）：2000年悉尼奧運跳水項目香港代表[30]
- 韓荃：Now寬頻電視財經台首席主播
- 陳灝：香港足球運動員
- 杜雪欣：中國香港健美隊 2023亞錦賽金牌得主

#### 教育、學術界
- 植柏燊（1958年中六）：前聖公會諸聖中學校監及聖公會聖西門呂明才中學校長、聖公會仁立小學校監[3]
- 謝振強（1964年中六）：聖公宗（香港）小學監理委員會總幹事、聖公會基心小學（下午校）、聖公會基顯小學與聖公會呂明才紀念小學前校長[3]
- 劉永松（1979年中五）：香港浸會大學體育學系教授[3][31]
- 溫有恆（1979年中五）：香港中文大學數學系教授[3]
- 張秉權：香港藝術學院院長[32]

#### 商業、廣播界
- 梁永祥，GBS，JP（1972年中五）：新鴻基有限公司執行董事與集團副行政總裁及新鴻基金融有限公司行政總裁、香港浸會大學基金榮譽副主席、地產代理監管局主席[33][34]
- 李子良，SBS，JP：香港百老匯攝影器材有限公司董事長[33]
- 朱明銳：香港電台界人士、前電台組合六啤半成員、前新城電台台長[35]

### 小學
以下只列出未升讀聖公會諸聖中學的小學校友：
- 潘源良，填詞人、足球評述員、電影編劇及導演、藝人[36]
- 余慕蓮，藝人[37]
- 游榮光，畫家[36]
- 高晨維，歌手、歌唱導師
- 關智斌：藝人
- 安俊豪：歌手
- 賴錦璋：世界綠色組織董事會主席、前聖雅各福群會總幹事、前聖基道兒童院院長
- 米雪：藝人[38]

## 外部連結
- 聖公會諸聖中學 官方網址 （页面存档备份，存于）